# Abel Xavier
Faisal Xavier (tên khai sinh: Abel Luís da Silva Costa Xavier; sinh ngày 30 tháng 11 năm 1972) là một cựu cầu thủ bóng đá chuyên nghiệp người Bồ Đào Nha gốc 
Mozambique, chơi ở vị trí Hậu vệ. Anh đã thi đấu 20 trận cho đội tuyển bóng đá quốc gia Bồ Đào Nha. Xavier được biết đến với mái tóc kỳ dị vàng trắng xù xì. Trước khi thi đấu cho Liverpool, anh đã kinh qua các câu lạc bộ như Estrela Amadora, Benfica, Bari, Real Oviedo, PSV Eindhoven, Everton.

## Sự nghiệp
Abel Xavier khởi nghiệp với câu lạc bộ Estrela Amadora Bồ Đào Nha năm 1990 trước khi chuyến đến Benfica 3 năm sau đó. Anh lần lượt trải qua một thời gian ngắn ở Ý và Tây Ban Nha với các câu lạc bộ Bari và Real Oviedo trước khi được Bobby Robson mang về PSV Eindhoven năm 1998.
Tháng 9 năm 1999 huấn luyện viên Walter Smith của Everton mang anh về Goodison Park với giá £ 1,5 triệu bảng. Nhưng sau đó Liverpool đã mua Abel Xavier từ Everton vào ngày 31 tháng 12 năm 2002 với phí chuyển nhượng £800,000. Xavier trở thành cầu thủ thứ 2 gia nhập Liverpool từ Everton sau Dave Hickson năm 1959.
Xavier đã tham gia giúp Liverpool củng cố tuyến phòng ngự, anh có thể chơi hậu vệ phải hoặc trung vệ. Dù vậy trong thời gian thi đấu tại Anfield anh không để lại nhiều ấn tượng. và là sự lựa chọn sau Jamie Carragher. Tháng 12 năm 2002 anh chuyển sang Galatasary theo 1 hợp đồng cho mượn trước khi câu lạc bộ giải phóng hợp đồng để anh tìm đội bóng mới. Abel Xavier chính thức rời Liverpool vào tháng 12 năm 2003 sau khi hợp đồng giữa anh và câu lạc bộ hết hạn.

## Đội tuyển
Abel Xavier là thành viên thường xuyên của đội tuyển quốc gia Bồ Đào Nha, chơi bên cạnh Figo, Rui Costa và Nuno Gomes, tham dự Euro 2000.
Anh chơi trận mở màn của Bồ Đào Nha gặp Anh nhưng sau đó 1 chấn thương đầu gối khiến anh phải ngồi ngoài cho đến trận bán kết gặp Pháp. Và Xavier bị đuổi ra sân vào những phút cuối vì trọng tài cho rằng anh đã dùng tay chơi bóng trong vòng cấm. Việc thiếu người khiến Bồ Đào Nha bị loại. Xavier còn phải nộp phạt £8,000 và bị cấm thi đấu các trận đấu châu Âu khi anh có phản ứng thái quá sau đó.